# پشت دست (کمیک)
پشت‌دست (گرگ متینگلی) (به انگلیسی: Backhand) یک شخصیت تخیلی و ابرقهرمانانه در کتاب‌های کامیک می‌باشد. این کاراکتر به دست پیتر بی. گیلس و برنت اندرسون خلق شده و در نیروی ضربت: موریتوری شماره ۴ام (مارس ۱۹۸۷) معرفی شد.
جدا از کتاب‌های کامیک، شرکت مارول از پشت‌دست در دیگر کالاهای خود از جمله پوشاک، اسباب‌بازی، ورق بازی، انیمیشن‌های تلویزیونی و بازی‌های رایانه‌ای استفاده کرده است.